# Mungeli
Mungeli là một thành phố và khu đô thị của quận Bilaspur thuộc bang Chhattisgarh, Ấn Độ.

## Địa lý
Mungeli có vị trí 22°04′B 81°41′Đ / 22,07°B 81,68°Đ Nó có độ cao trung bình là 288 mét (944 feet).

## Nhân khẩu
Theo điều tra dân số năm 2001 của Ấn Độ, Mungeli có dân số 27.387 người. Phái nam chiếm 52% tổng số dân và phái nữ chiếm 48%. Mungeli có tỷ lệ 69% biết đọc biết viết, cao hơn tỷ lệ trung bình toàn quốc là 59,5%: tỷ lệ cho phái nam là 78%, và tỷ lệ cho phái nữ là 59%. Tại Mungeli, 13% dân số nhỏ hơn 6 tuổi.